# اسپندار مرمری
اسپندار مرمری (نام علمی: Cereus spegazzinii) نام یک گونه از سرده اسپندارها است.